# Saint-Cybardeaux
Saint-Cybardeaux is een gemeente in het Franse departement Charente (regio Nouvelle-Aquitaine) en telt 738 inwoners (1999). De plaats maakt deel uit van het arrondissement Cognac.

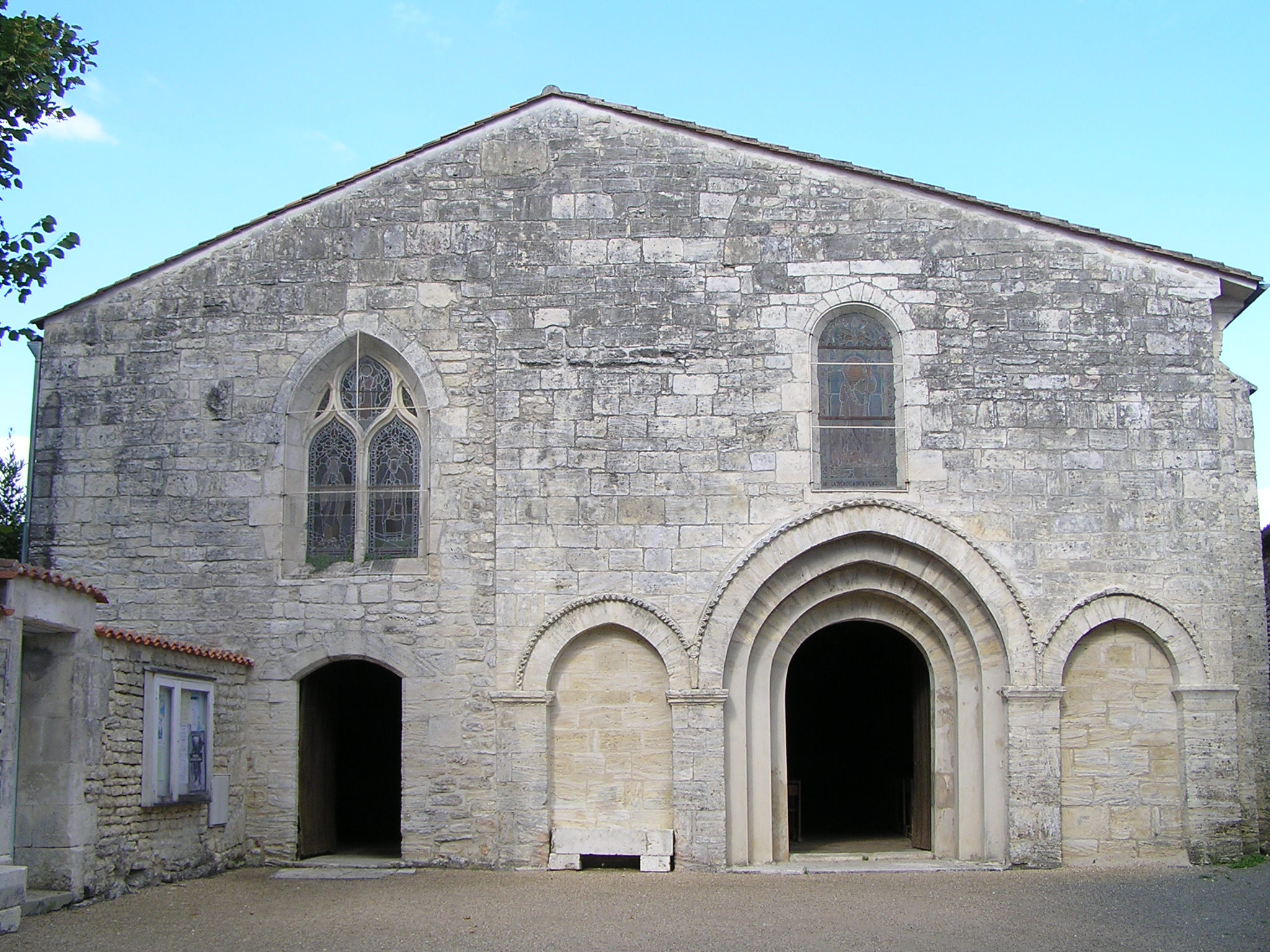
Kerk van Saint-Cybardeaux
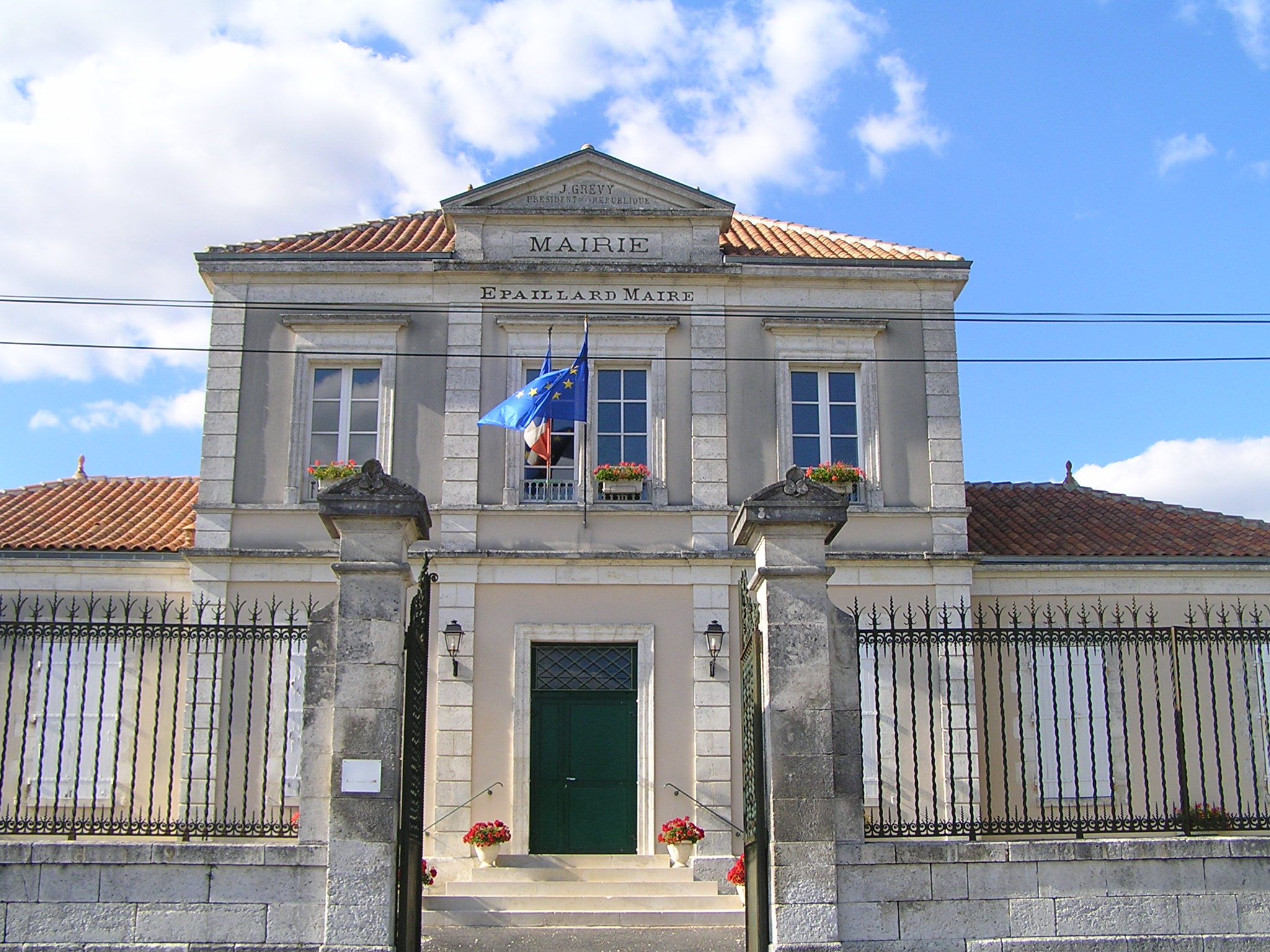
Gemeentehuis
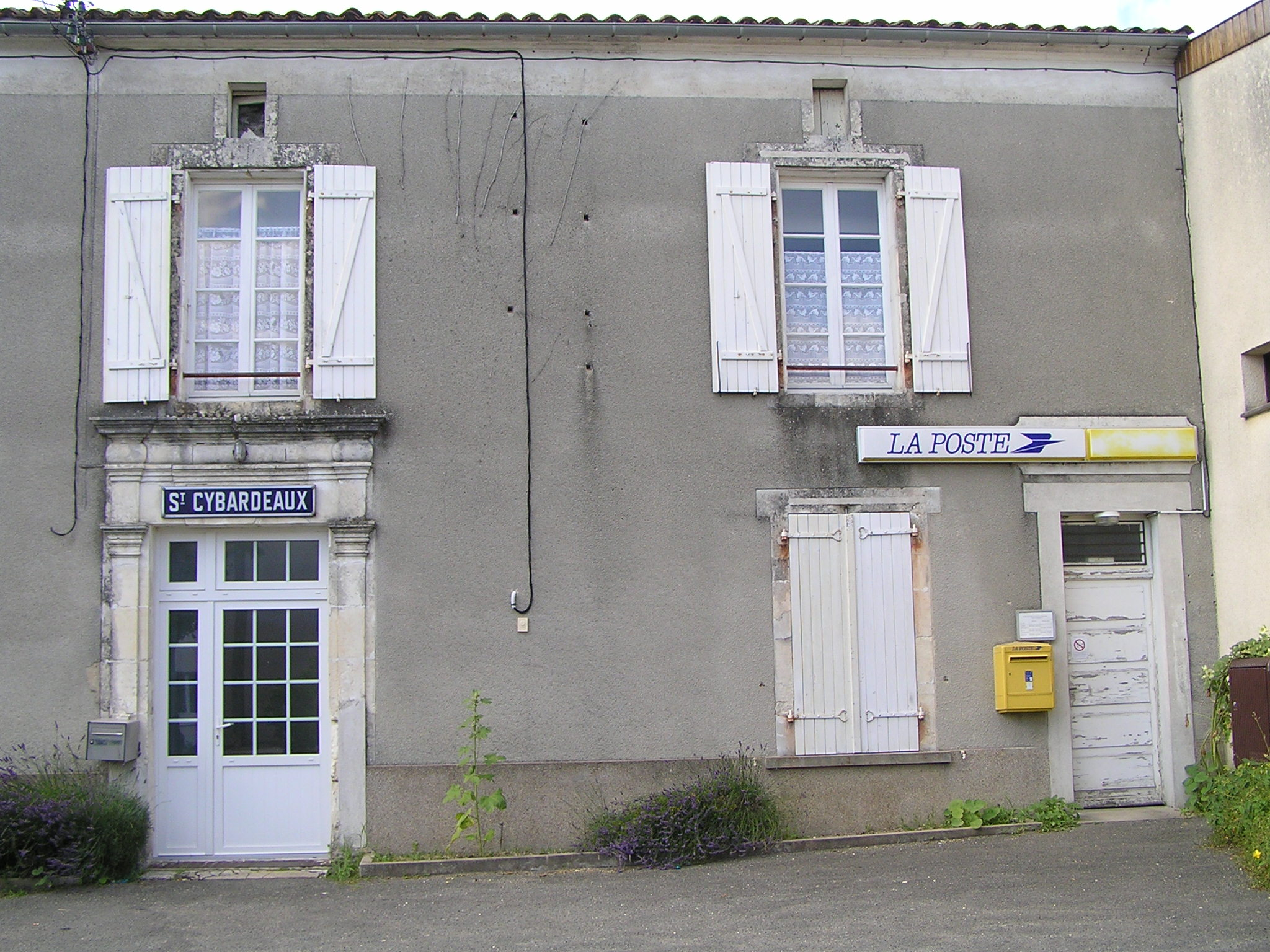
Postkantoor
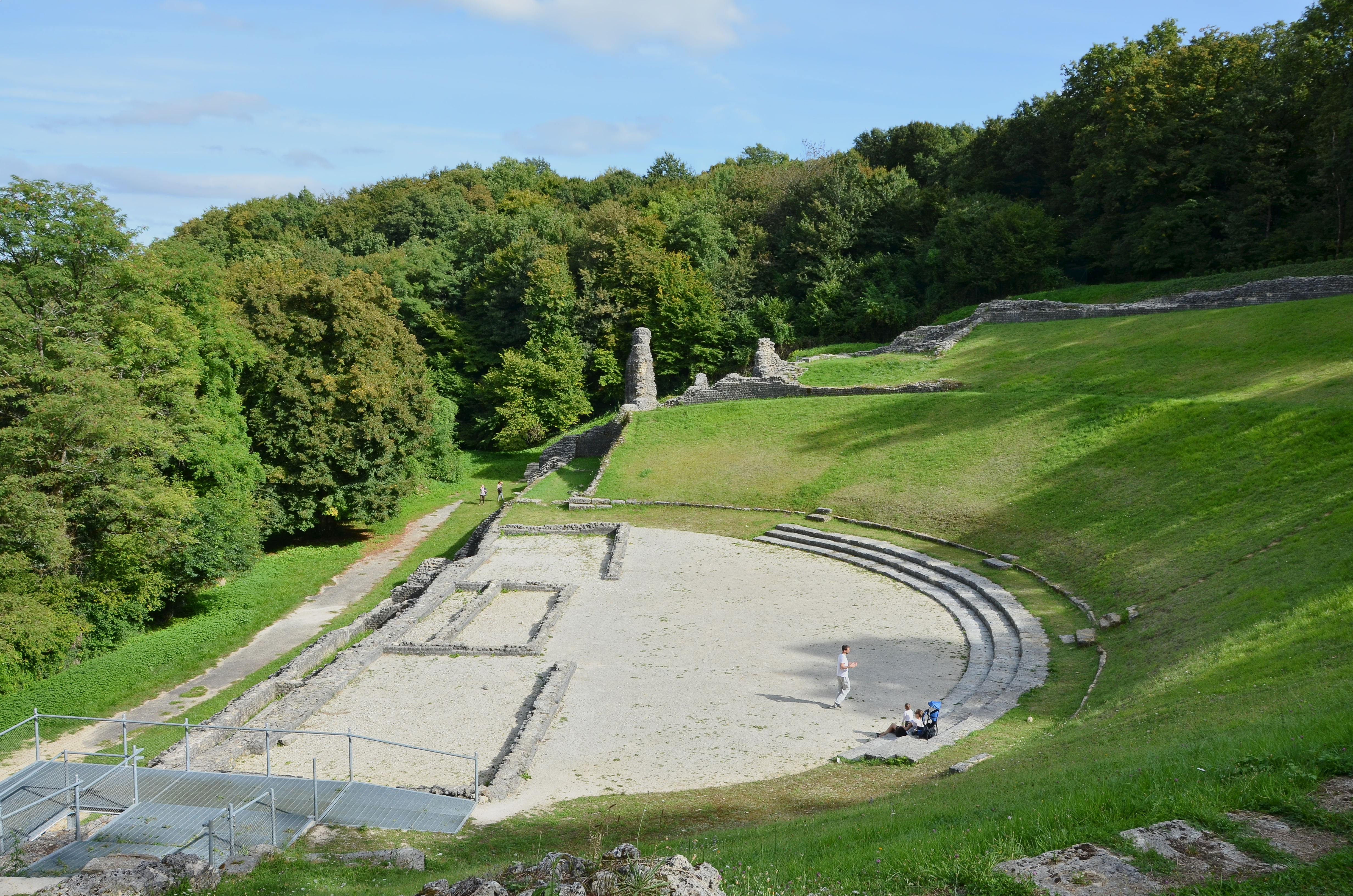
Théâtre des Bouchauds

## Geografie
De oppervlakte van Saint-Cybardeaux bedraagt 21,3 km², de bevolkingsdichtheid is 34,6 inwoners per km².
De onderstaande kaart toont de ligging van Saint-Cybardeaux met de belangrijkste infrastructuur en aangrenzende gemeenten.

## Demografie
Onderstaande figuur toont het verloop van het inwonertal (bron: INSEE-tellingen).